# ブライアン・アークハート
サー・ブライアン・エドワード・アークハート（Sir Brian Edward Urquhart ([ˈər.kət] UR-kut) KCMG MBE、1919年2月28日 - 2021年1月2日）は、イギリスの国際公務員、著述家であり、第二次世界大戦期の軍人である。国際連合（国連）設立に重要な役割を果たした。また、1970年代から80年代にかけて国連特殊政治問題担当事務次長を務めて国連平和維持活動(PKO)を率い、「PKOの父」と呼ばれる。
Urquhartは、日本語では「アーカート」「アーカット」とも表記される。

## 若年期
アークハートはドーセット州ブリッジポートで1919年2月28日に生まれた。父は芸術家のマレー・アークハート(Murray Urquhart, 1880–1972)は、母は教師のベルタ・レンドール(Bertha Rendall, 1883–1984)である。1925年、ブライアンが6歳の時に父は家族を捨てて家を出た。アークハートは、母が教師をしていたブリストルのバドミントン校に入学し、ウェストミンスター校に入学するための奨学金を得た。その後、オックスフォード大学クライスト・チャーチに入学したが、在学中に第二次世界大戦が勃発したため中退した。

## 軍役
第二次世界大戦が勃発したときに陸軍に入隊し、短い訓練期間の後に、ドーセット連隊に将校として配属された。所属する部隊が欧州大陸に展開する前にナチス・ドイツのフランス侵攻が終了し、バトル・オブ・ブリテンの間はドーバー海峡沿岸の防衛に当たった。その後、情報将校として空挺師団に転属した。1942年8月、降下訓練中に重傷を負い、脊椎の下部の椎骨3個が損傷し、数本の骨が折れた。生涯に渡り体の自由が効かなくなる可能性があると警告され、病院で数か月かけてリハビリと体力の回復に努めた。
復帰後は、北アフリカと地中海の戦線に従軍した後、イギリスに戻ってオーヴァーロード作戦に伴う空挺作戦の計画立案に参加した。秋には、第1空挺軍団の情報将校として、マーケット・ガーデン作戦の計画立案を支援した。この作戦は、連合軍がドイツ北部へ進出する際に障害となるオランダ国内の複数の川を越えるために、空挺部隊を使用して橋を奪取するという野心的な作戦である。アークハートは、空からの偵察とオランダ国内のレジスタンスから得られた情報から、この作戦には重大な欠陥があると確信し、上官に対し計画の中止または変更を説得しようとした。この一件は、コーネリアス・ライアンのマーケット・ガーデン作戦に関する著書『遙かなる橋』(A Bridge Too Far)で詳細に説明されている。この作戦は失敗し、その結果として多くの死傷者を出すことになり、アークハートの予測は正しかったことになるが、上官を説得して作戦を中止させることができなかったことに対してアークハートは深く落ち込み、空挺部隊からの転属希望を出した。
転属希望が叶い、ドイツの科学者や軍事技術の探索を担当する部隊であるT部隊(T-Force)に配属された。アークハートはドイツの核科学者ヴィルヘルム・グロートを捕らえた。
1945年4月、ベルゲン・ベルゼン強制収容所に連合軍関係者で最初に入った者の一人にアークハートもいた。この経験がきっかけとなり、戦後、国連での和平活動に参加するようになった。

## 国連でのキャリア
戦後、アークハートは外交官となり、1945年の国際連合設立に携わった。国連準備委員会の執行委員会を補佐し、国連憲章に基づいて作られた組織の運営体制の確立に尽力した。その後、初代国連事務総長トリグブ・リーの補佐官になった。アークハートは、ニューヨーク市に国連本部を設立する際に、運営面や後方支援面での課題を解決するために尽力した。アークハートはあまりリーから好まれなかったため、その後のリーの在任中は閑職に就くことになった。しかし、1953年に第2代事務総長に就任したダグ・ハマーショルドは、主要顧問の一人にアークハートを任命した。1961年に事務総長在任のままハマーショルドが亡くなるまで、アークハートはハマーショルドに忠実に仕えた。ハマーショルドとは私的に親しくなることはなかったが、大いに賞賛した。
1956年の第二次中東戦争の際、アークハートは、国連が紛争解決と平和維持に向けた初の大規模な取り組みをする上で重要な役割を果たした。ハマーショルドの主要顧問の中で軍役経験を持つのはアークハートだけであり、シナイ半島で交戦中のエジプト軍とイスラエル軍を引き離すために組織された初の国連平和維持軍である第一次国際連合緊急軍の組織化を率先して行った。国連平和維持軍と他の兵士との区別のために、国連は兵士に水色のベレー帽を被らせようとした。しかし、全ての兵士の分を調達するには6週間もかかることが判明したため、アークハートは水色のヘルメットを被ることを提案した。これであれば、各自が持っているヘルメットに色を塗るだけで済むため、1日で完了した。
1960年代初頭、アークハートは友人のラルフ・バンチの後を継いで、在コンゴ国連大使を務めた。アークハートは、戦争で荒廃したこの国を安定させようと努力したが、それは紛争中の無数の派閥による混乱により妨げられた。ある時、アークハートはカタンガ軍により誘拐されて暴行を受け、死の危機に迫られた。アークハートは、自分を殺したならば、カタンガ軍が恐れている国連のグルカ兵が報復に来るだろうと説得することで、生き延びることができた。
アークハートは、1972年から1986年に退任するまで、国連の特別政治問題担当事務次長を務めた。事務次長としてのアークハートの主な任務は、中東やキプロスでの平和維持軍の指揮と、これらの地域での交渉だった。また、ナミビア和平交渉、カシミールやレバノンでの交渉、原子力の平和利用などにも貢献した。

## 執筆活動
自伝"A Life in Peace and War"（平和と戦争の中の生涯、1987年）や、アースキン・バートン・チルダースとの共著など、国連をより効果的なものにするための方法論に関する本を数冊執筆している。"Renewing the United Nations System"（国際連合システムの更新）では、国連憲章第22条を通じた国連議会会議の設置を勧告した。"Decolonization and World Peace"（脱植民地化と世界平和、1989年）は、1988年にテキサス大学オースティン校リンドン・B・ジョンソン公共問題大学院で行った講義の内容を基にしたものである。付録には、国連の平和維持の可能性についてのアークハートの見解が記載されている。また、1988年に国際連合平和維持活動がノーベル平和賞を受賞した際の授賞式でのアークハートの講演も収録されている。また、アークハートはダグ・ハマーショルドとラルフ・バンチの伝記も執筆している。

## 死去
アークハートはマサチューセッツ州ティリンガムの自宅において2021年1月2日に101歳で亡くなった。アークハートは無宗教者であった。57年間添い遂げた2番目の妻のシドニーが遺されたが、シドニーも程なくして亡くなった。

## 栄誉
1986年に聖マイケル・聖ジョージ勲章ナイト・コマンダーを叙勲された。大英帝国勲章も受章している。
1984年に4つの自由賞のうちの「恐怖からの自由賞」を受賞した。また、国際平和アカデミーからDistinguished Peacekeeper Awardを受賞した。
アークハートの国連での業績を記念して、イギリス国際連合協会がサー・ブライアン・アークハート賞を、毎年国連に対し功績のあった人に対して授与している。
フィリップ・パールシュタインによるアークハートの肖像画が、ロンドンのナショナル・ポートレート・ギャラリーに収められている。

## 著書
- Urquhart, Brian (1972). Hammarskjold. Knopf. ISBN 978-0-394-47960-6
- Urquhart, Brian (1987). A Life in Peace and War. Harper & Row. ISBN 9780060158408
  - ブライアン・アークハート『炎と砂の中で―PKO〈国連平和維持活動〉に生きたわが人生』中村恭一訳、毎日新聞社、1991年。ISBN 9784620308098。
- Urquhart, Brian (1 August 1989). Decolonization and World Peace. University of Texas Press. ISBN 978-0-292-71559-2
- Urquhart, Brian; Childers, Erskine (1990). A World in Need of Leadership: Tomorrow's United Nations. Dag Hammarskjöld Foundation. ISBN 978-91-85214-16-7
- Urquhart, Brian; Childers, Erskine (1992). Towards a More Effective United Nations: Two Studies. Dag Hammarskjöld Foundation
- Urquhart, Brian (1993). Ralph Bunche: An American Life. W.W. Norton. ISBN 978-0-393-03527-8
- Childers, Erskine; Urquhart, Brian (1994). Renewing the United Nations System. Dag Hammarskjöld Foundation